# Ernst-Thälmann-Banner
Das Ernst-Thälmann-Ehrenbanner war in der Deutschen Demokratischen Republik (DDR) eine nichtstaatliche Auszeichnung der Freien Deutschen Jugend (FDJ), welche 1973 als höchste Auszeichnung der Pionierorganisation Ernst Thälmann gestiftet wurde. 

## Aussehen
Die 115 × 155 cm große, aus Kunstseide bestehende rote Flagge zeigt in ihrer oberen Ecke ein rundes graues Medaillon, dessen Tuchdruck die Köpfe von Wilhelm Pieck (hinten) und den davorliegenden Kopf Ernst Thälmanns zeigt. Die Flagge wurde auch Ehrenbanner der SED genannt, wenn zur Flagge zusätzlich das Fahnenband mit der golden gestickten Aufschrift Ehrenbanner der SED verliehen wurde. 
Getragen wurde die Fahne an einer goldenen oder holzfarbenen Fahnenstange, mit goldener Fahnenspitze zu allen Festanlässen. Üblicherweise stand sie jedoch in einem Kollektivraum oder sonstigen öffentlichen Räumen.